# Hematit

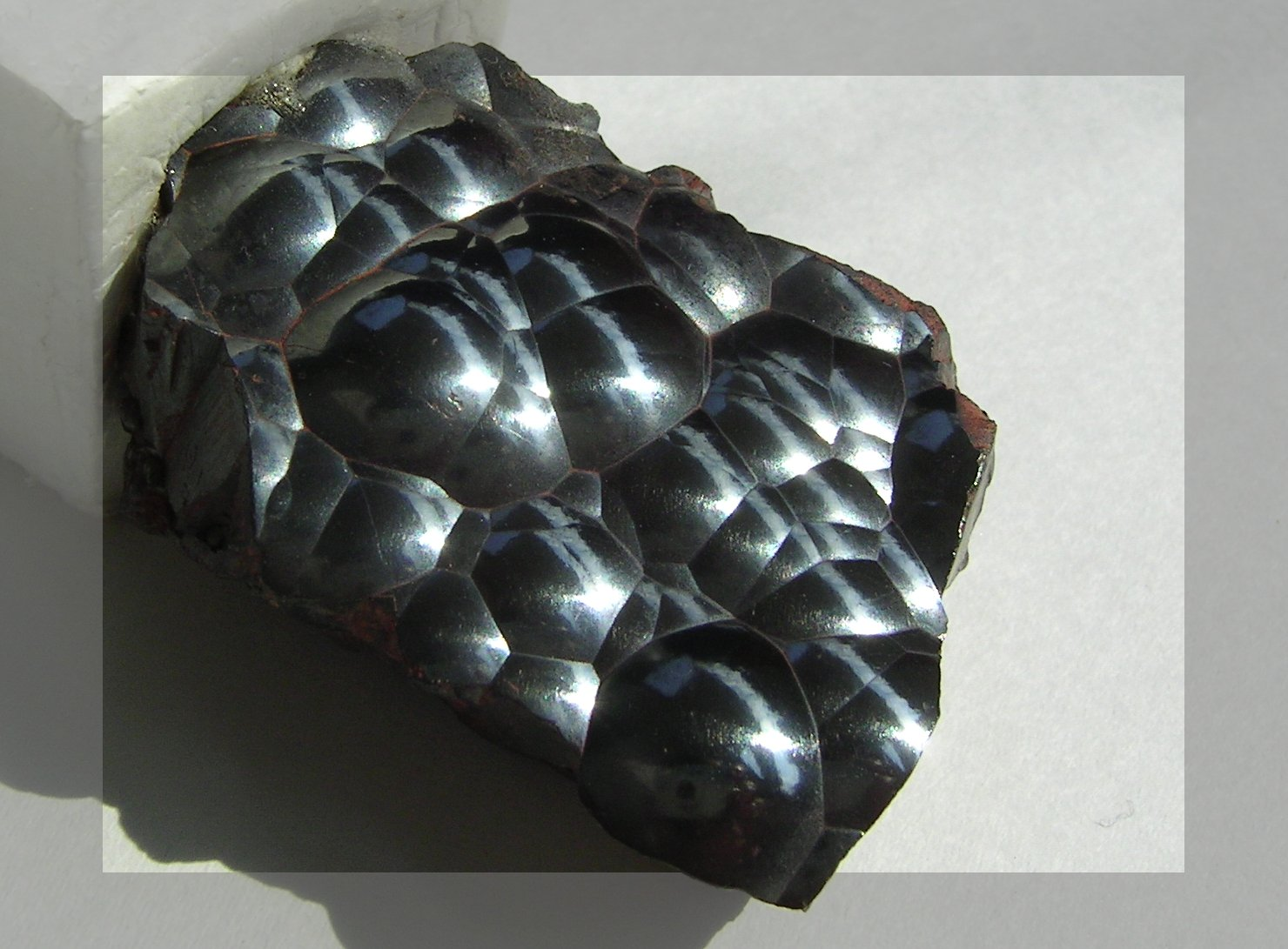
Gumós hematit

A hematit (vörösvasérc) vastartalmú szabályos rendszerű oxidásvány. Trigonális és hexagonális rendszerben kristályosodik. A lemezes vagy táblás kristályok halmazokban, tömött mikrokristályos vagy vaskos tömeges, sokszor gömbhalmazos csoportokban fordulnak elő. A legfontosabb vasércek egyike. Változatai: vascsillám, szpekularit.

## Kémiai és fizikai tulajdonságai
A hematit általában karbonátok (dolomit) vagy szilikátok elegyében fordul elő. Az alábbi adatok a vegytiszta ferrioxidra vonatkoznak. Így például sűrűsége (halmazsűrűsége) 2,5-től 3,02 g/cm³ (2500-3020 kg/m³) között változhat. 
- Képlete: Fe2O3
- Szimmetriája: trigonális, vaskos vagy tömött gömbhalmaz tömegek, mikrokristályokban.
- Sűrűsége: 4,9-5,3 g/cm³.
- Keménysége: 6,5 (a Mohs-féle keménységi skála szerint).
- Hasadása: nincs.
- Törése:  kagylós vagy földes.
- Színe: acélszürke, vasfekete vagy vörösbarna.
- Fénye: félfémes, de kristályok felülete fémes.
- Átlátszósága: vékony lemezei vörösen áttetszőek, egyébként opak.
- Pora:  meggypiros. Nem mágneses, csak izzítás után.
- Elméleti vastartalma:  70,0%.[* 1]
- Mágneses szuszceptibilitása 6,5-3 (paramágneses)
- Morin átmenet TM=-13°C (alatta antiferromágneses)
- Curie hőmérséklet TC = 675°C

## Nevének eredete
Az elnevezés a görög haima (= vér) szóból ered. Az ékszerészek nevezték el így, mert csiszolás közben a hűtővizet megpirosítja és karca vérpiros nyomot hagy.
Az '50-es években az Amerikai Egyesült Államokban hematitutánzatot készítettek szinterelt, sajtolt vasoxidból. Az utánzatot hemetine néven hozták forgalomba. Könnyű megkülönböztetni, mert a hamisítványt a mágnes vonzza, míg a hematitot nem. Fizikai tulajdonságai is mások: a hemetine sűrűsége és keménysége kisebb a hematiténál.

## Keletkezése

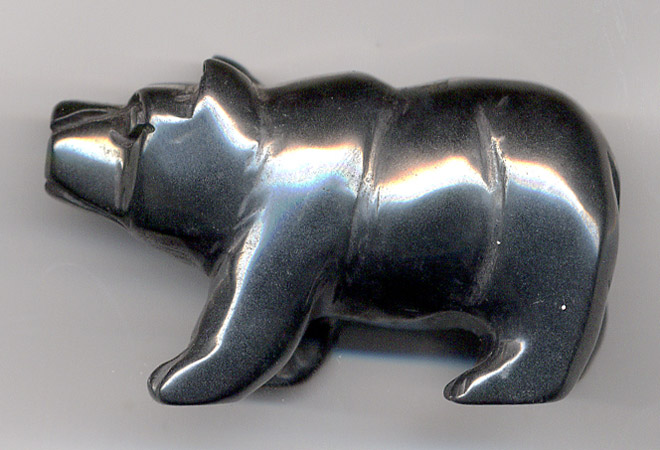
Dísztárgy hematitból

Elszórtan megtalálhatjuk egyes likvidmagmás érctelepekben, illetve pegmatitokban. Keletkezik szkarnos folyamatokban, hidrotermásan, epimetamorfózis eredményeként és másodlagosan is – mindig olyankor, amikor az oxigén parciális nyomása nagy, a vízgőzé pedig kicsi. Több magmás kőzetben kőzetalkotó ásvány. A jobb minőségű vasércek közé tartozik. Fémes, vaskos tömegét ékszerként (bizsu) és dísztárgyként is használják jó megmunkálhatósága és polírozhatósága miatt. Az ezoteriában nagy jelentőséget tulajdonítanak neki.

## Előfordulása
A legtöbb magmás kőzet járulékos elegyrésze – a magnetittel, limonittal, ilmenittel, sziderittel együtt fordulhat elő. Telepeit hazánkhoz közel Ukrajnában és Oroszországban, az Ural hegységben találhatjuk. Hatalmas telepei vannak az Amerikai Egyesült Államok Tennessee, Utah, Wisconsin és Michigan államaiban, Kanadában Új-Skóciában és Quebecben, Brazília Minas Gerais államában, Svájcban és az angliai Cumberlandben. Sokáig bányászták Elba szigetén.

## Előfordulásai Magyarországon
Apró kristályokként Nagybörzsönyben, Nagyvisnyón, Perkupán, Recsken, Rudabányán vascsillámos alakjában pedig elsődleges ércként Úrkúton, a Velencei-hegységben és Szarvaskőn találták meg. Kisebb előfordulásait bányászták Tornaszentandráson és Uppony határában, ahol 70% tisztaságú hematitot is találtak. Budapesten a Remete-hegyi kőfejtőben a mészkövet hematitos-limonitos kéreg vonja be.

## Rokon ásványfajok
ilmenit, cinnabarit

## Kísérő ásványok
limonit, ilmenit, magnetit, sziderit